# راکاماز
راکاماز (به مجاری:  Rakamaz) یک منطقهٔ مسکونی در مجارستان است که در سابولچ-ساتمار-برگ واقع شده است. راکاماز ۴۲٫۶۴ کیلومتر مربع مساحت و ۴٬۳۷۴ نفر جمعیت دارد.